# ハーバーシティ蘇我

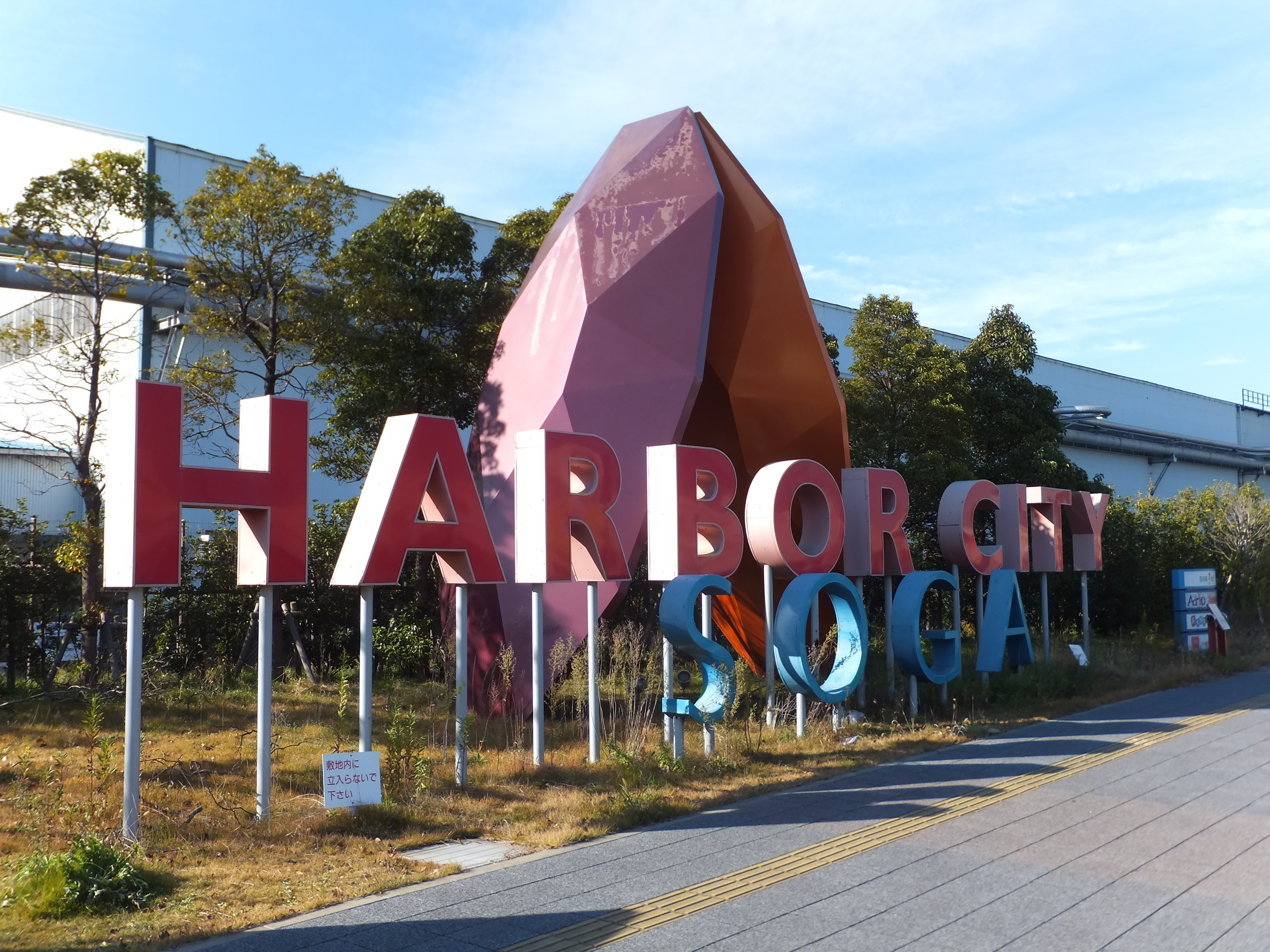
ハーバーシティ蘇我

ハーバーシティ蘇我（ハーバーシティそが）は、千葉県千葉市中央区川崎町の東日本旅客鉄道（JR東日本）蘇我駅近辺にある再開発地区である。

## 概要
川崎製鉄（現JFEスチール東日本製鉄所）千葉東工場の縮小計画に伴う跡地利用について、川崎製鉄が千葉市と協議。千葉市が蘇我特定地区整備計画を策定し、再開発されたものである。
当初は、商業地区と居住地区、公園地区、運動施設地区を整備する計画となっていた。
2005年（平成17年）4月27日に「アリオ蘇我」と「ホームズ蘇我店」、「フェスティバルウォーク蘇我」の3街区が第1期として開業した。その後段階的に拡張され、2017年10月にはユニクロなどが並ぶ街区「ベイフロント蘇我」が開業した。
延べで年間2000万人程度が来場する。開発構想が最初に持ち上がったのは1994年。第1期の中核テナントとして当初に交渉していたのはフランス系スーパーマーケットのカルフールであった。
「ハーバー」と命名されたように千葉港（京葉工業地域）に近い。東京湾の方向では、JFEスチール東日本製鉄所千葉地区で稼働を続けている製鉄所の煙突などが見える。

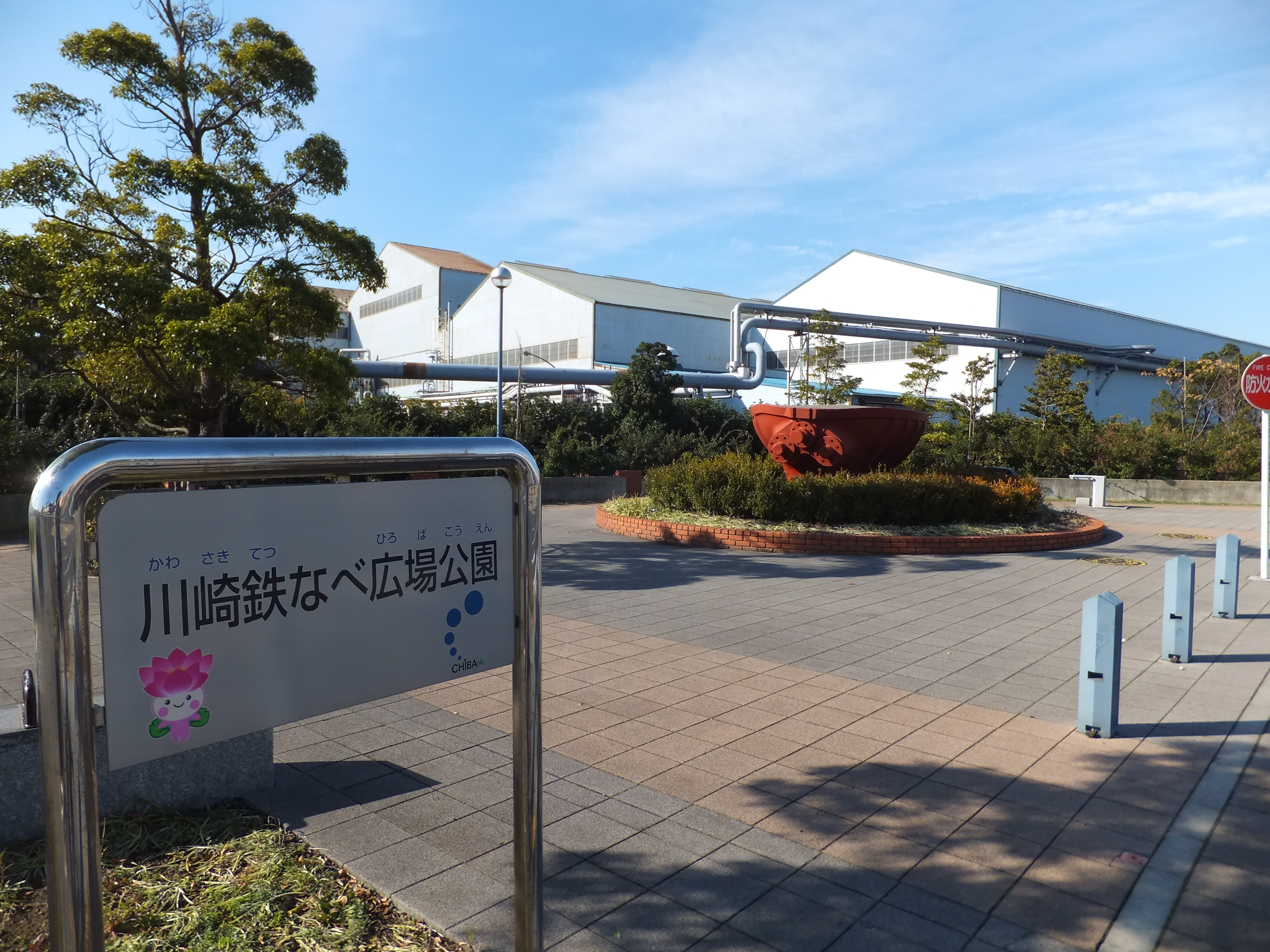
川崎鉄なべ広場公園（千葉市中央区）
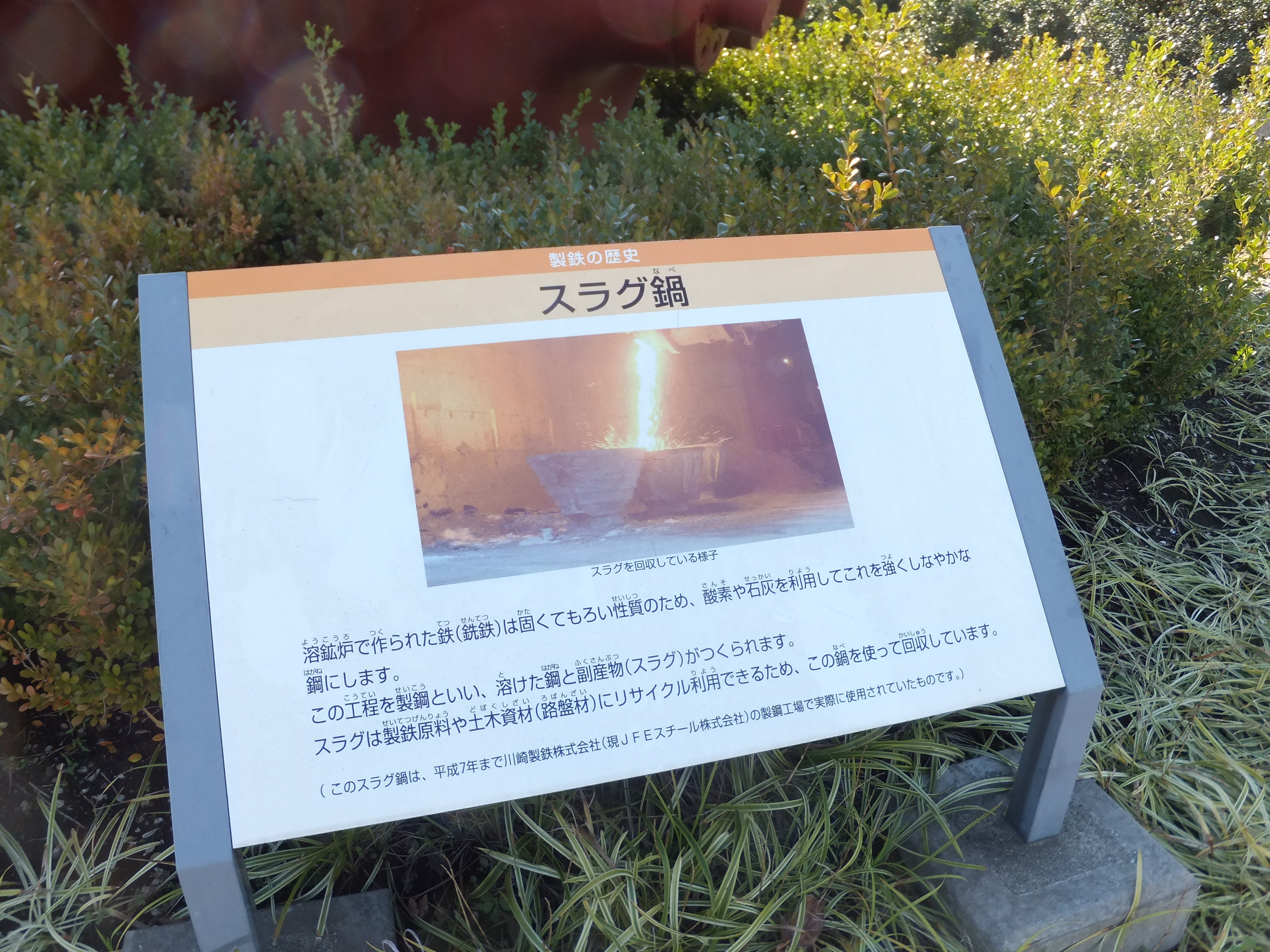
川崎鉄なべ広場公園（千葉市中央区）
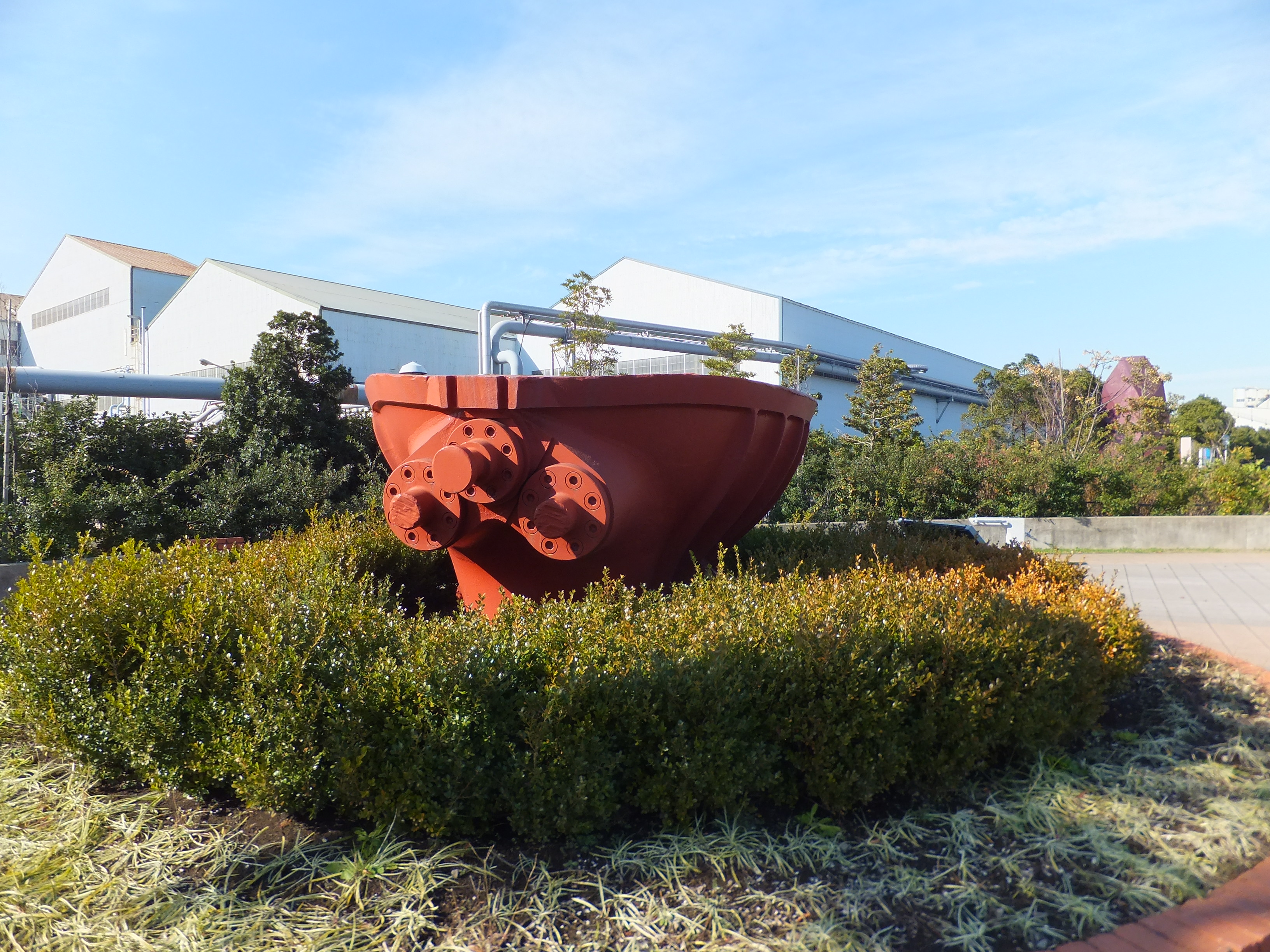
川崎鉄なべ広場公園（千葉市中央区）
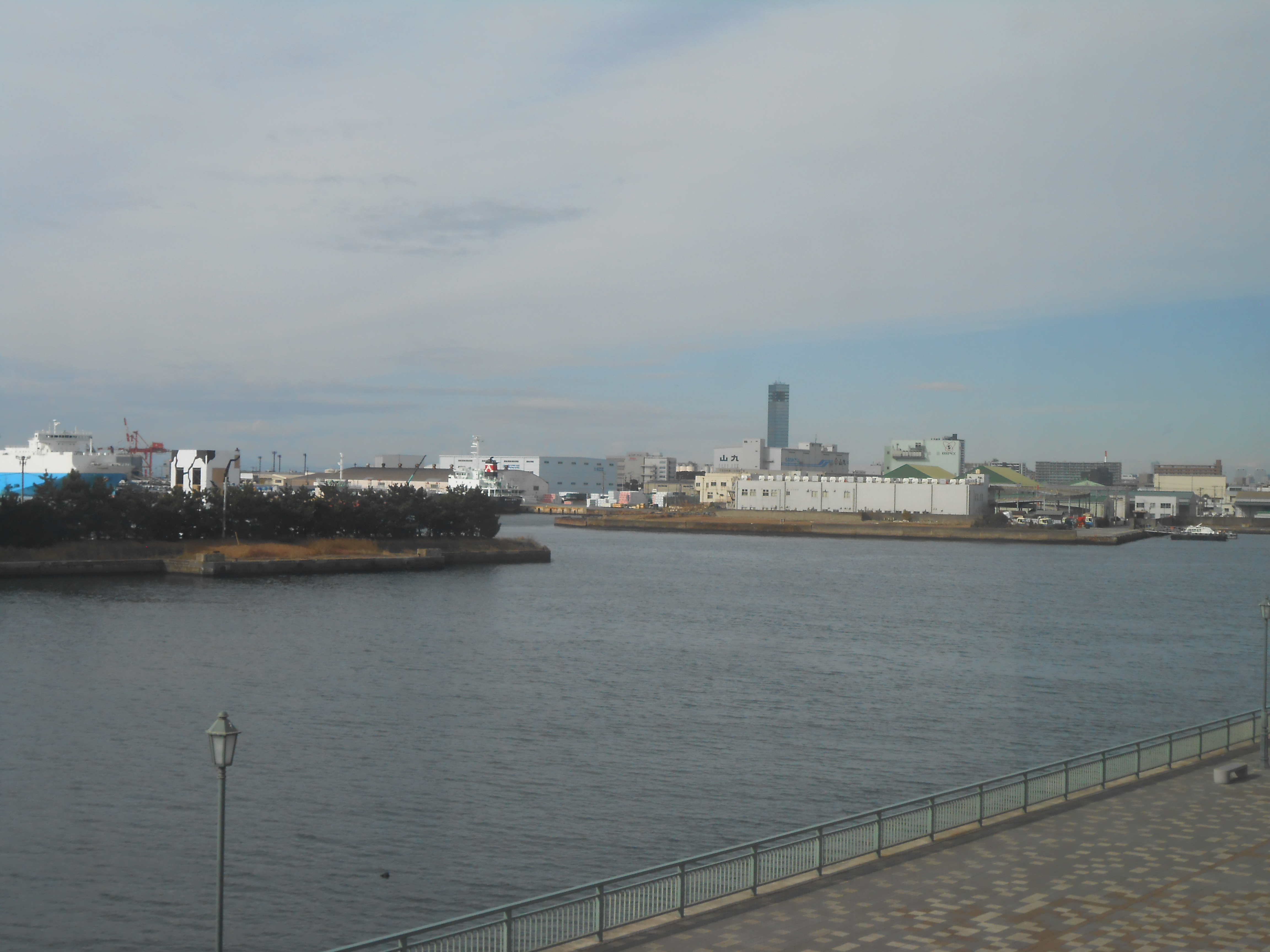
フェスティバルウォーク蘇我からは、千葉港にそびえる千葉ポートタワーを眺めることができる。左端にみえる船は大王海運の第三はる丸。
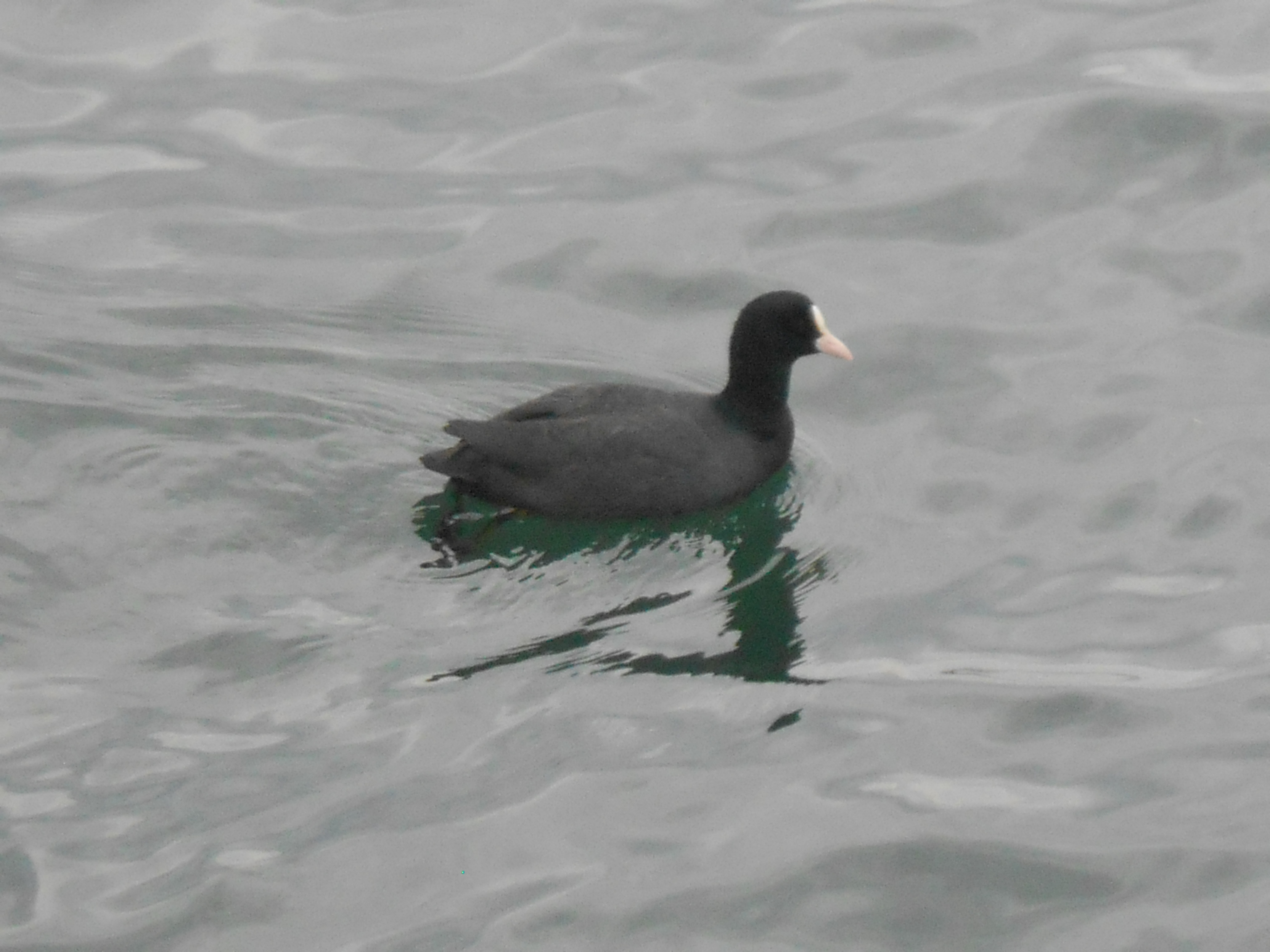
フェスティバルウォーク蘇我の側の港を泳ぐオオバン。この地区には海鳥や魚といった海辺の生物とも親しめる場所がある。

## 構成施設

### アリオ蘇我
（北緯35度35分14.9秒 東経140度7分21.8秒 / 北緯35.587472度 東経140.122722度）
モール・エスシー開発が運営するショッピングセンターで、イトーヨーカ堂蘇我店とアリオモールで構成されている。
イトーヨーカドーを核店舗に、開業時点ではファッション、レストランなど85の専門店が入居しており、その内物販店が52店を占めていた。

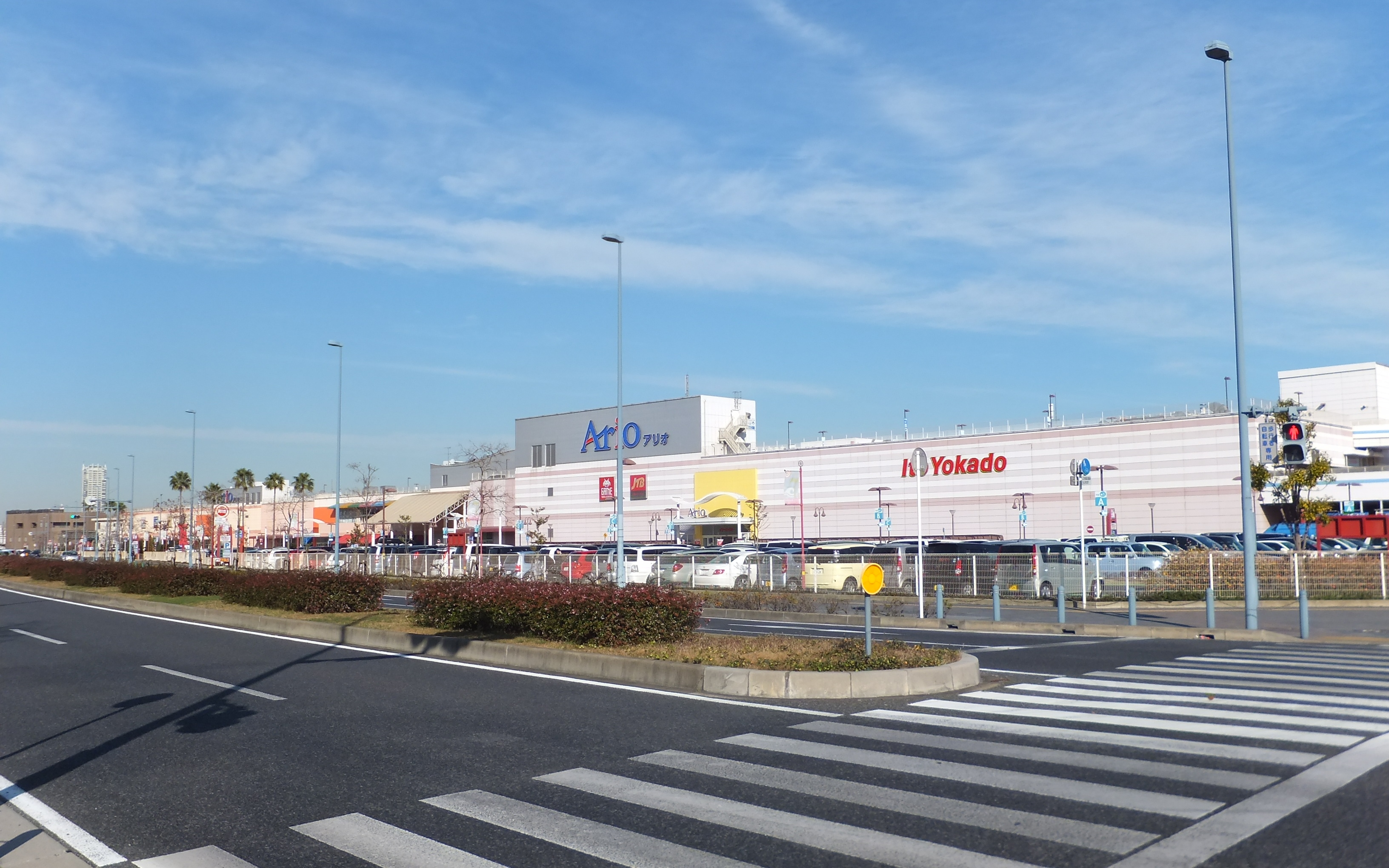
アリオ蘇我

### ホームズ蘇我店
（北緯35度35分6.7秒 東経140度7分24.9秒 / 北緯35.585194度 東経140.123583度）
延べ床面積約58,267m2に店舗面積が屋内約33,000m2、屋外約2,000m2の商業施設である。
核店舗は島忠ホームズである。
2006年（平成18年）12月1日に「ダイエーグルメシティ蘇我ハーバーシティ店」が開店したが、2008年（平成20年）4月27日に閉店となった。
アリオ蘇我と歩行者用の陸橋で接続されている。

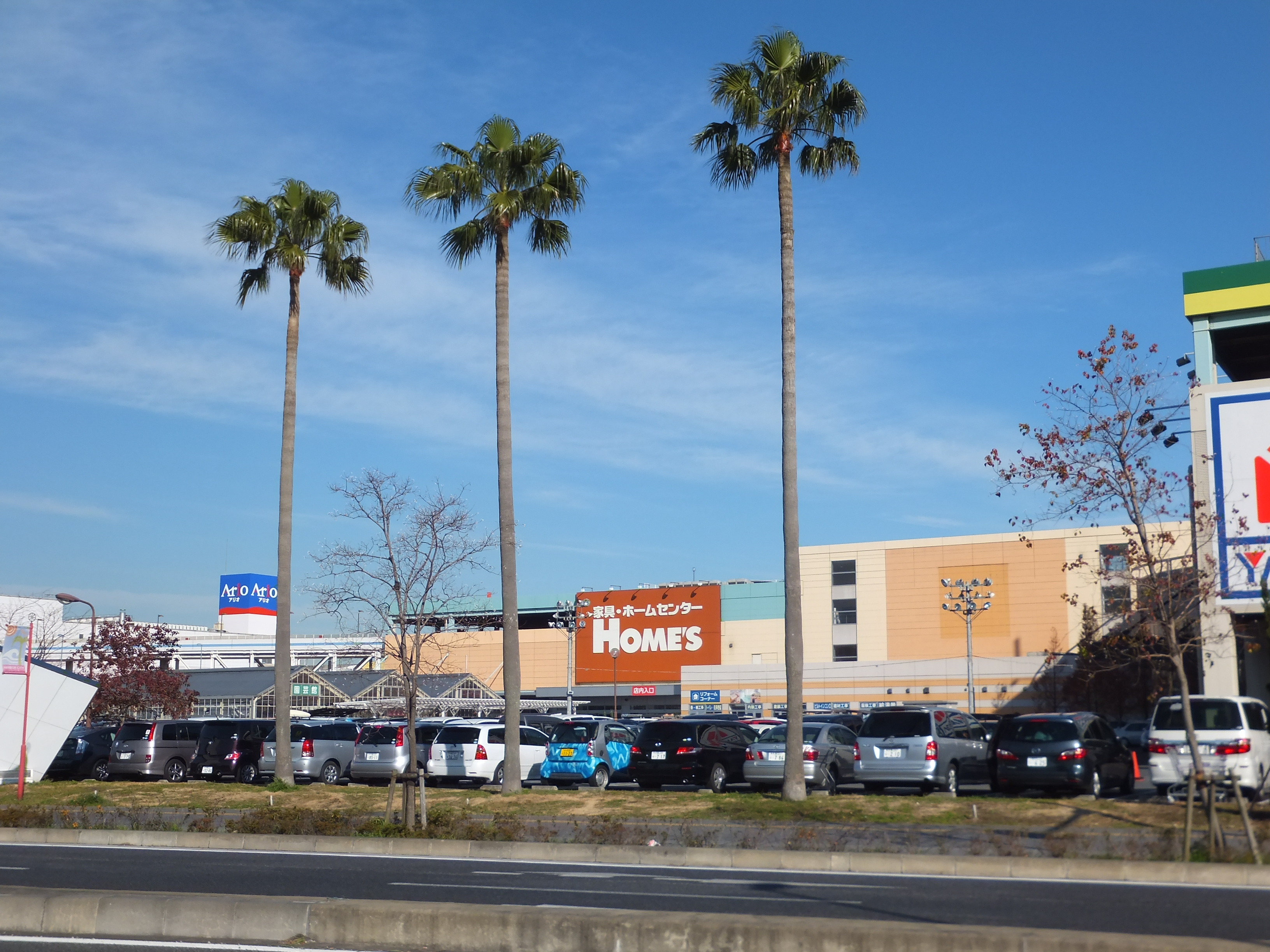
ホームズ蘇我店

### フェスティバルウォーク蘇我
（北緯35度35分34.2秒 東経140度7分3.7秒 / 北緯35.592833度 東経140.117694度）
延べ床面積約23,591m2の娯楽を中心とする施設である。セガが企画・運営を行っている。
T・ジョイ蘇我、GiGOフェスティバルウォーク蘇我などの娯楽施設、湯の郷 ほのかなどが入居している。

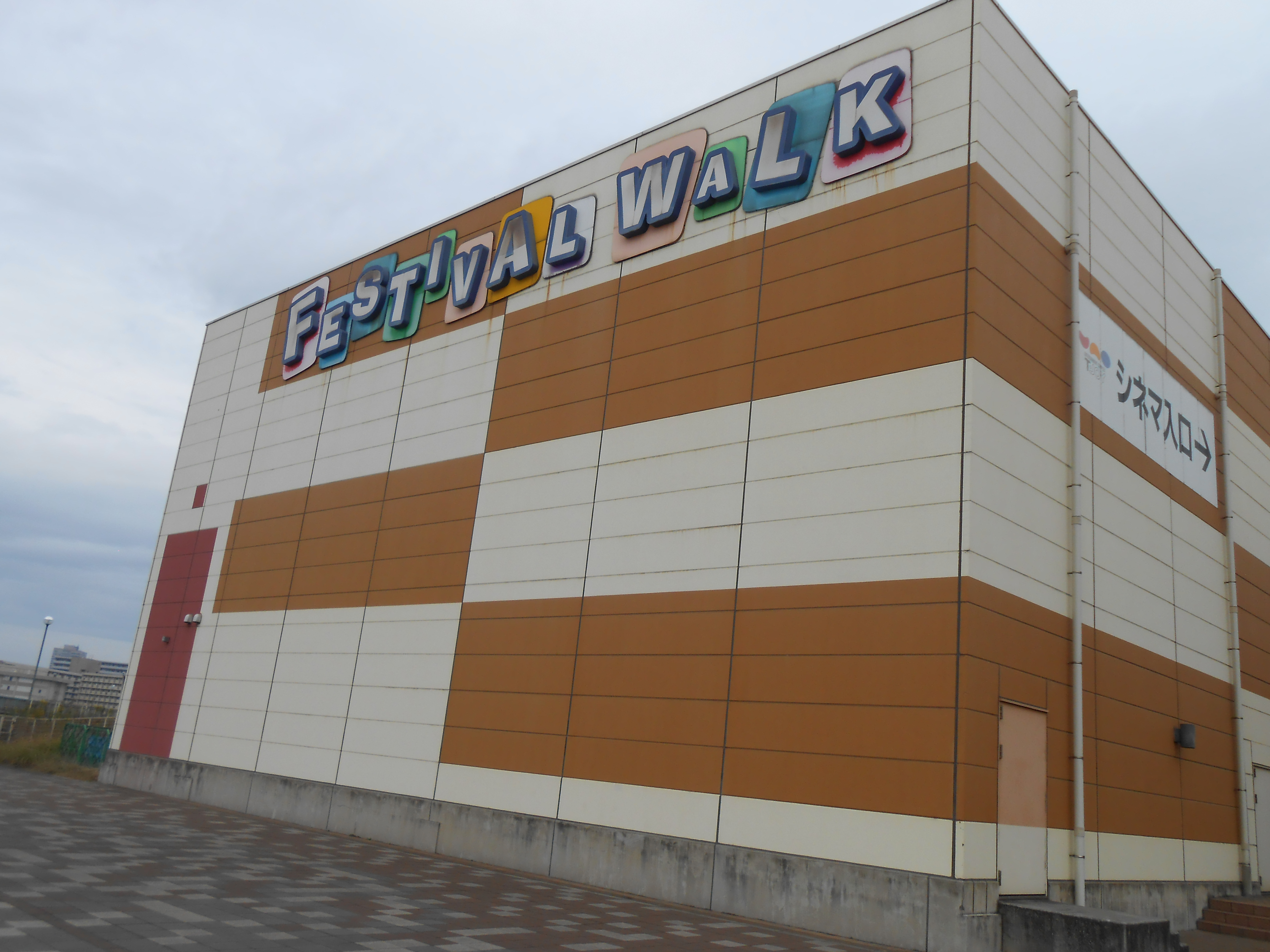
フェスティバルウォーク蘇我
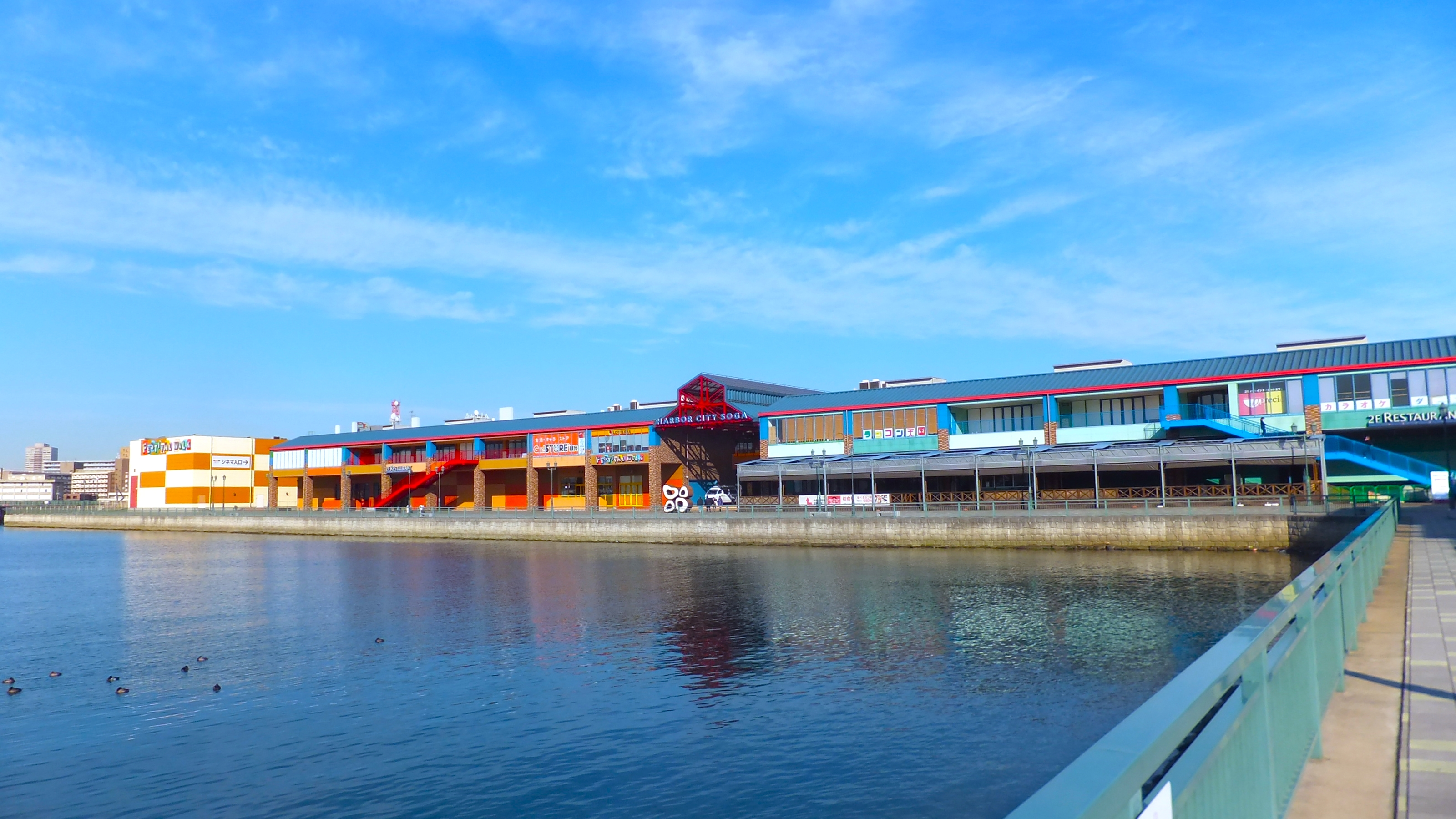
フェスティバルウォーク蘇我（全体）
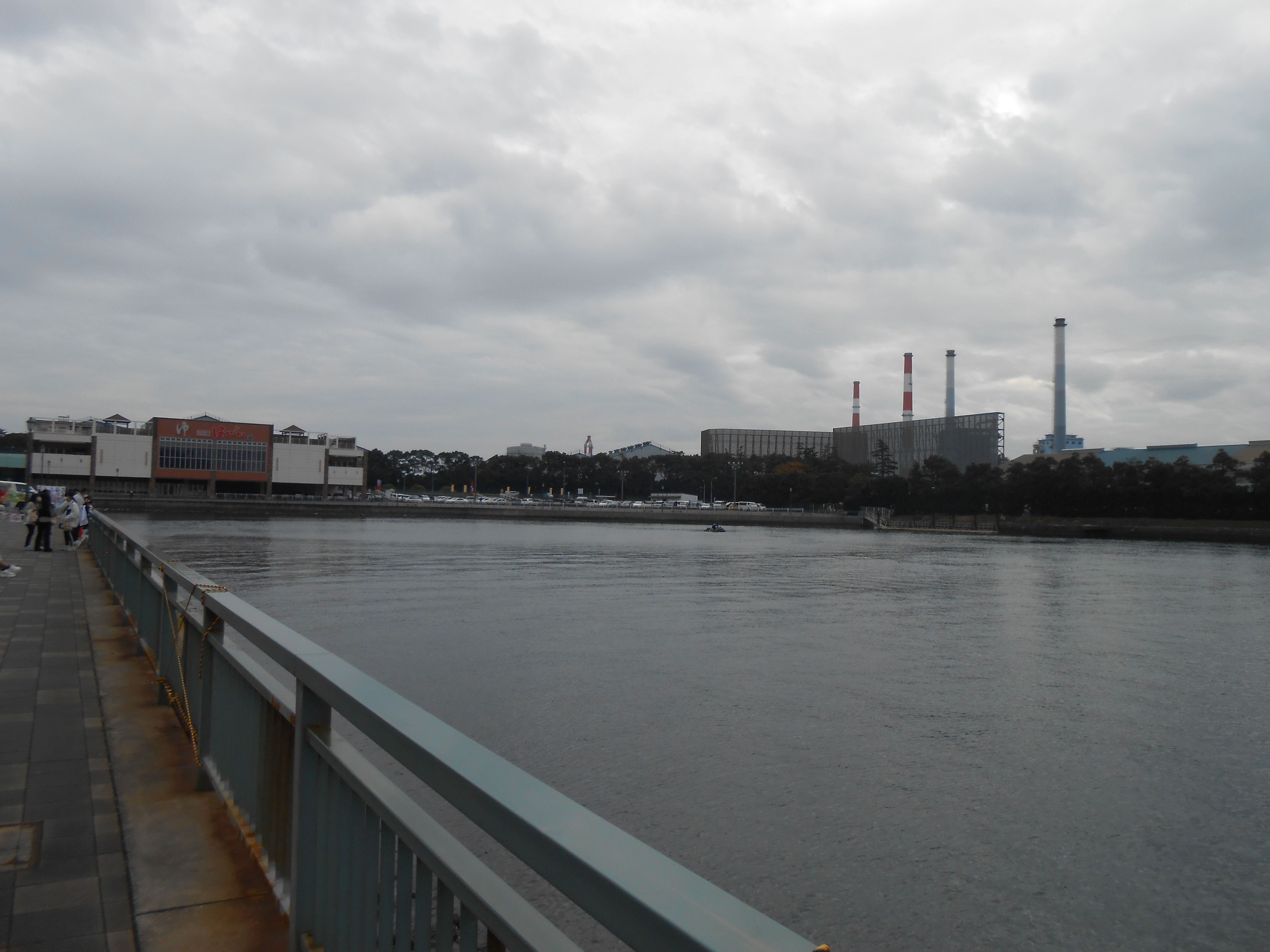
フェスティバルウォーク蘇我（千葉港に近い側から）
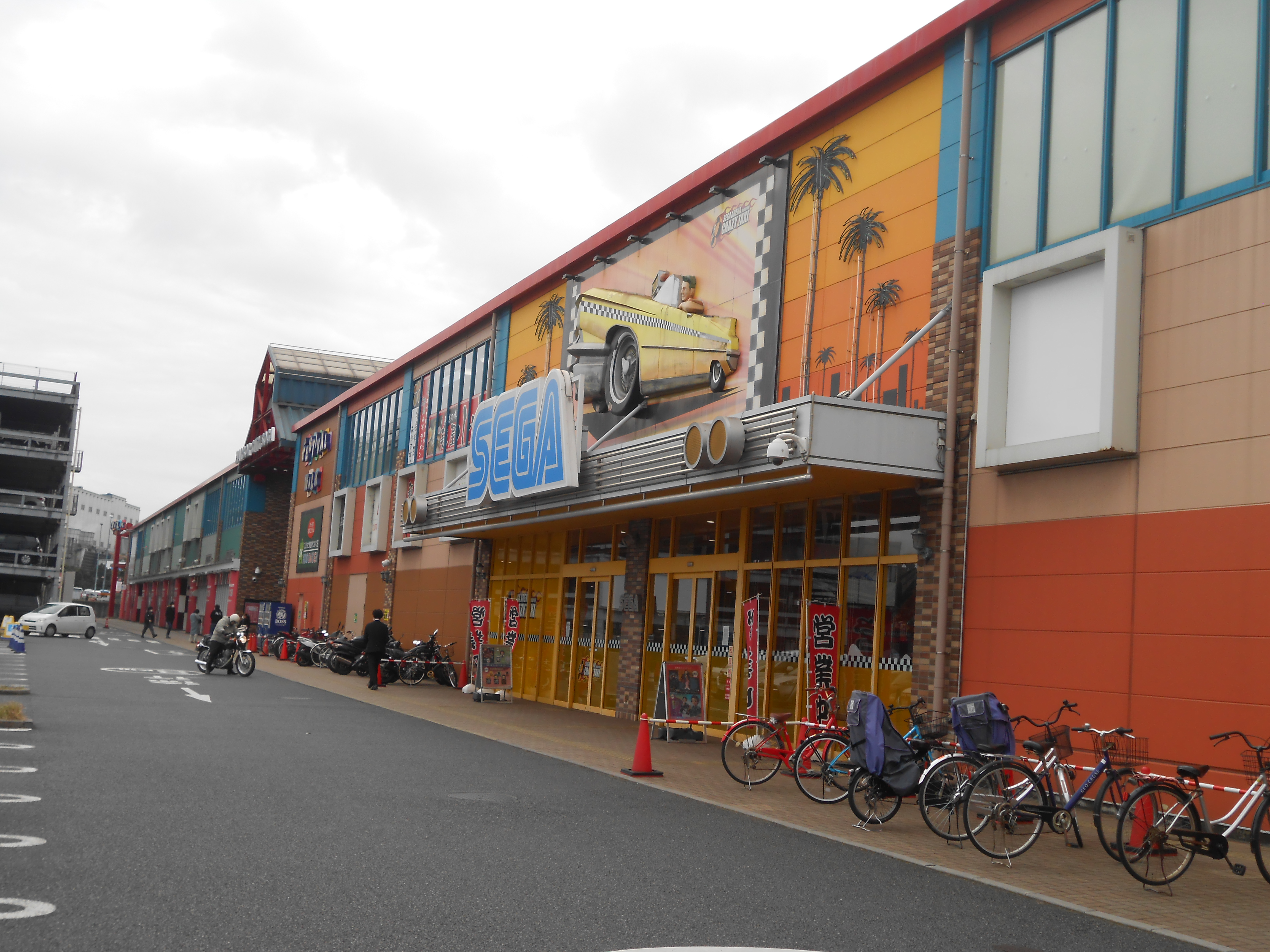
GiGOフェスティバルウォーク蘇我
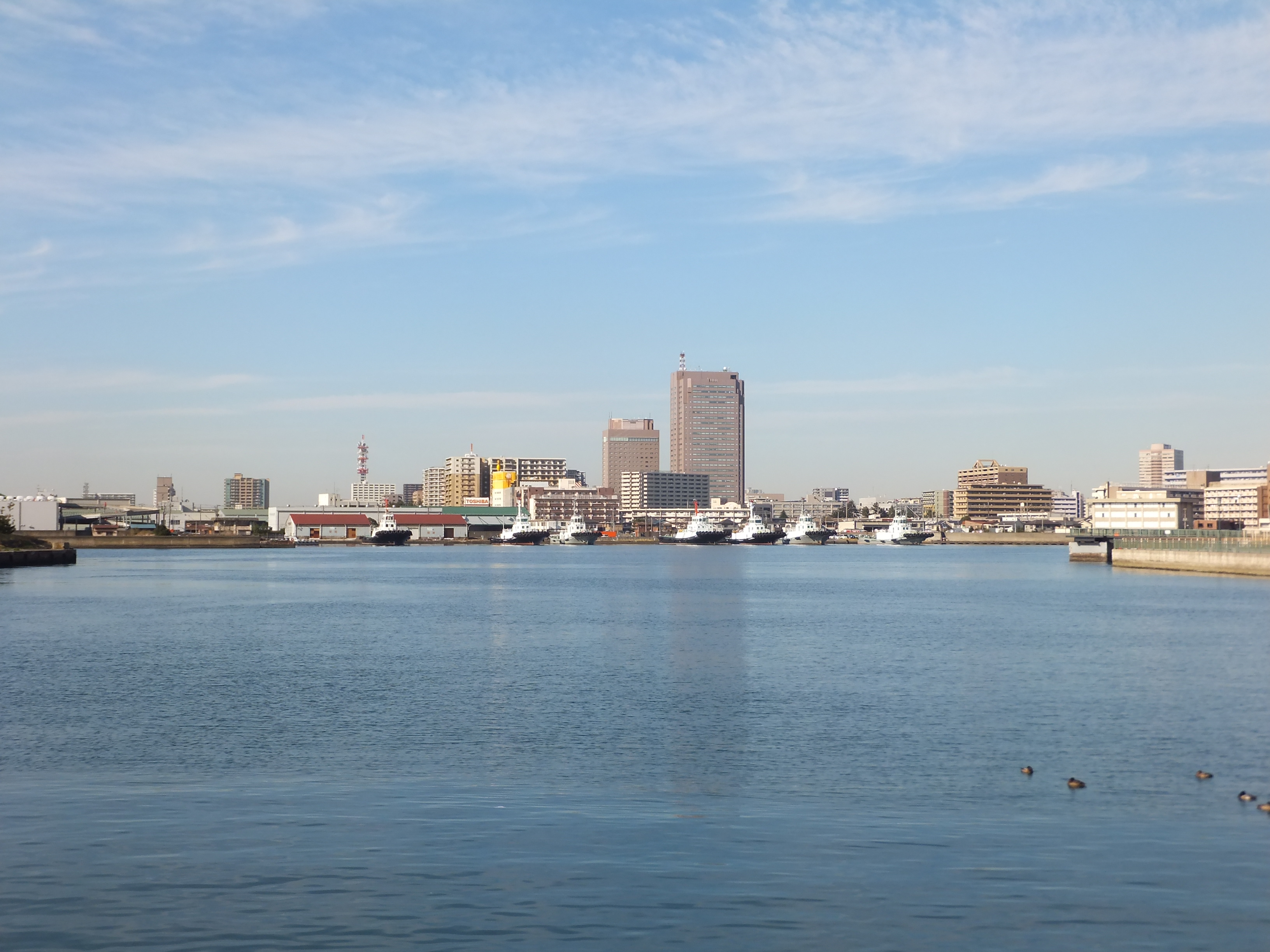
フェスティバルウォーク蘇我から千葉港を臨む。
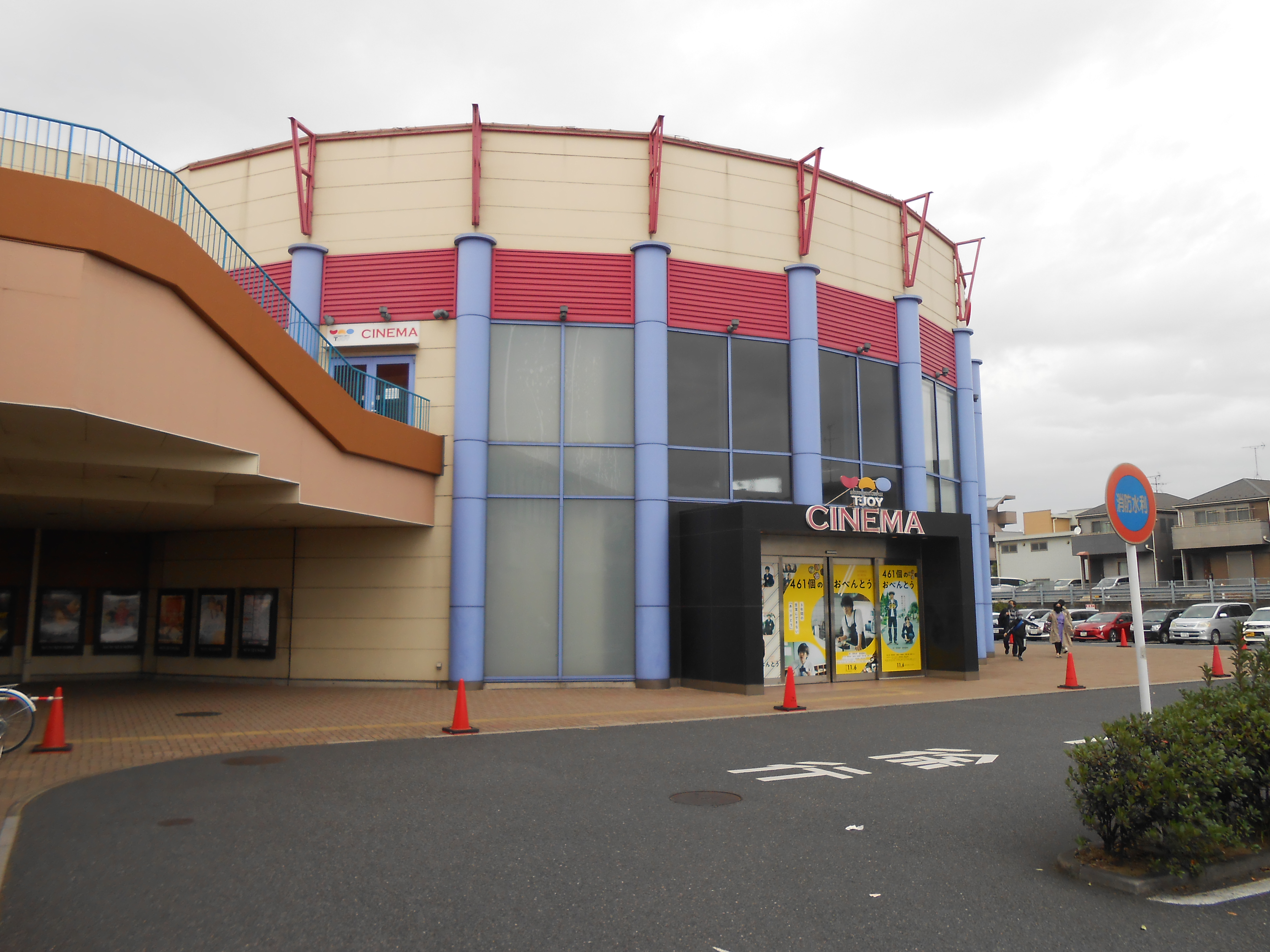
T・ジョイ蘇我
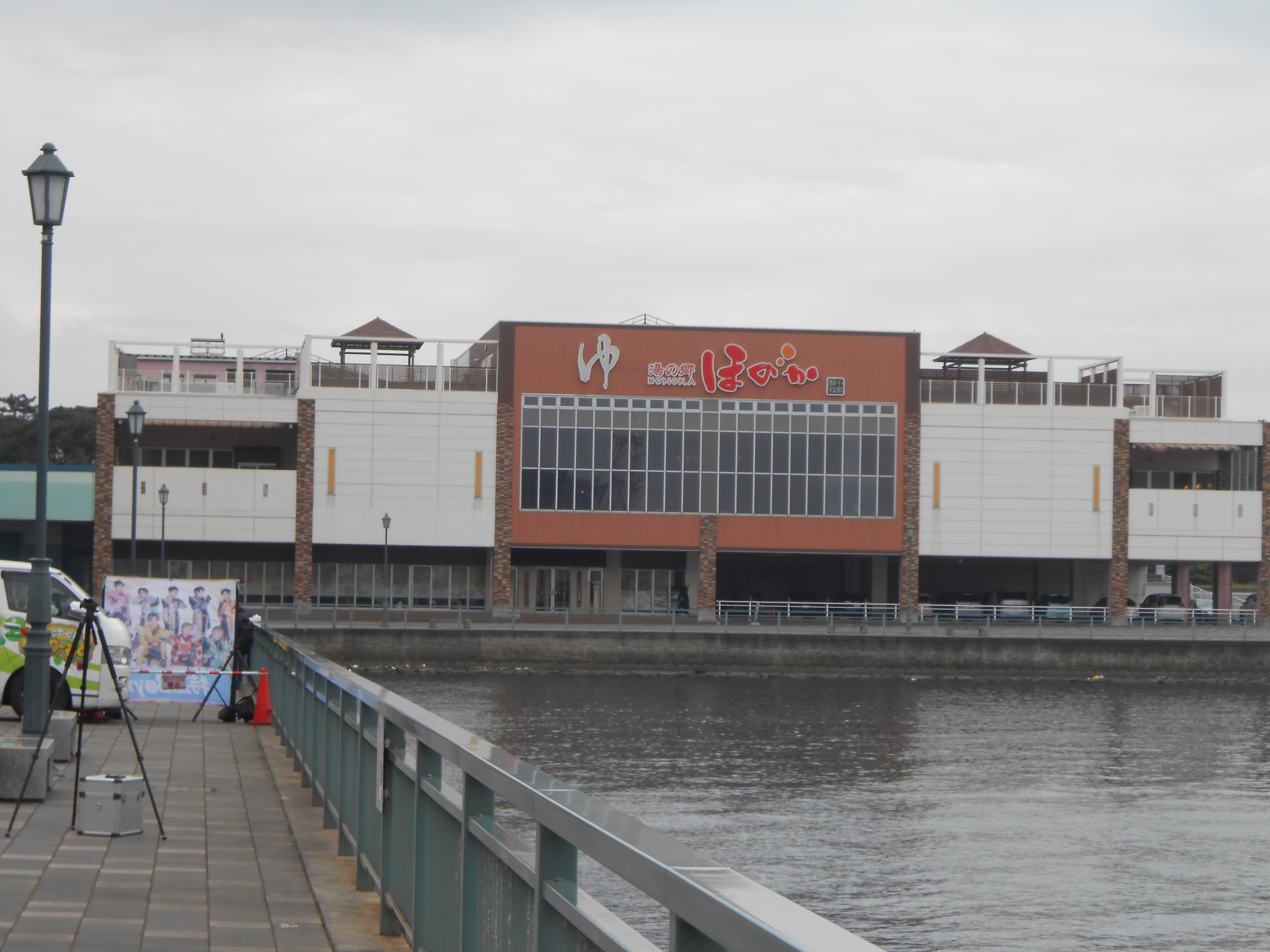
湯の郷ほのか

### 千葉市蘇我スポーツ公園
（北緯35度34分29秒 東経140度7分27.4秒 / 北緯35.57472度 東経140.124278度）
- 千葉市蘇我球技場（フクダ電子アリーナ）[2]（北緯35度34分38.95秒 東経140度7分22.34秒 / 北緯35.5774861度 東経140.1228722度）
  - 2005年（平成17年）10月16日開業[2]。2005年（平成17年）8月25日に千葉市とフクダ電子が正式に調印し、命名権を取得[2]。2011年（平成23年）から5年間の契約でフクダ電子の命名権が延長された[8]。
- 千葉市蘇我スポーツ公園多目的広場（フクダ電子スクエア）[9]（北緯35度34分32.5秒 東経140度7分21.7秒 / 北緯35.575694度 東経140.122694度）
  - 当初は2008年（平成20年）4月1日から2011年（平成23年）3月31日までの3年間の契約でフクダ電子が命名権を取得した[9]。2011年（平成23年）から5年間の契約でフクダ電子の命名権が延長された[8]。
- フクダ電子ヒルスコート（北緯35度34分16.7秒 東経140度7分34.6秒 / 北緯35.571306度 東経140.126278度） - 2011年（平成23年）4月23日開業[10]

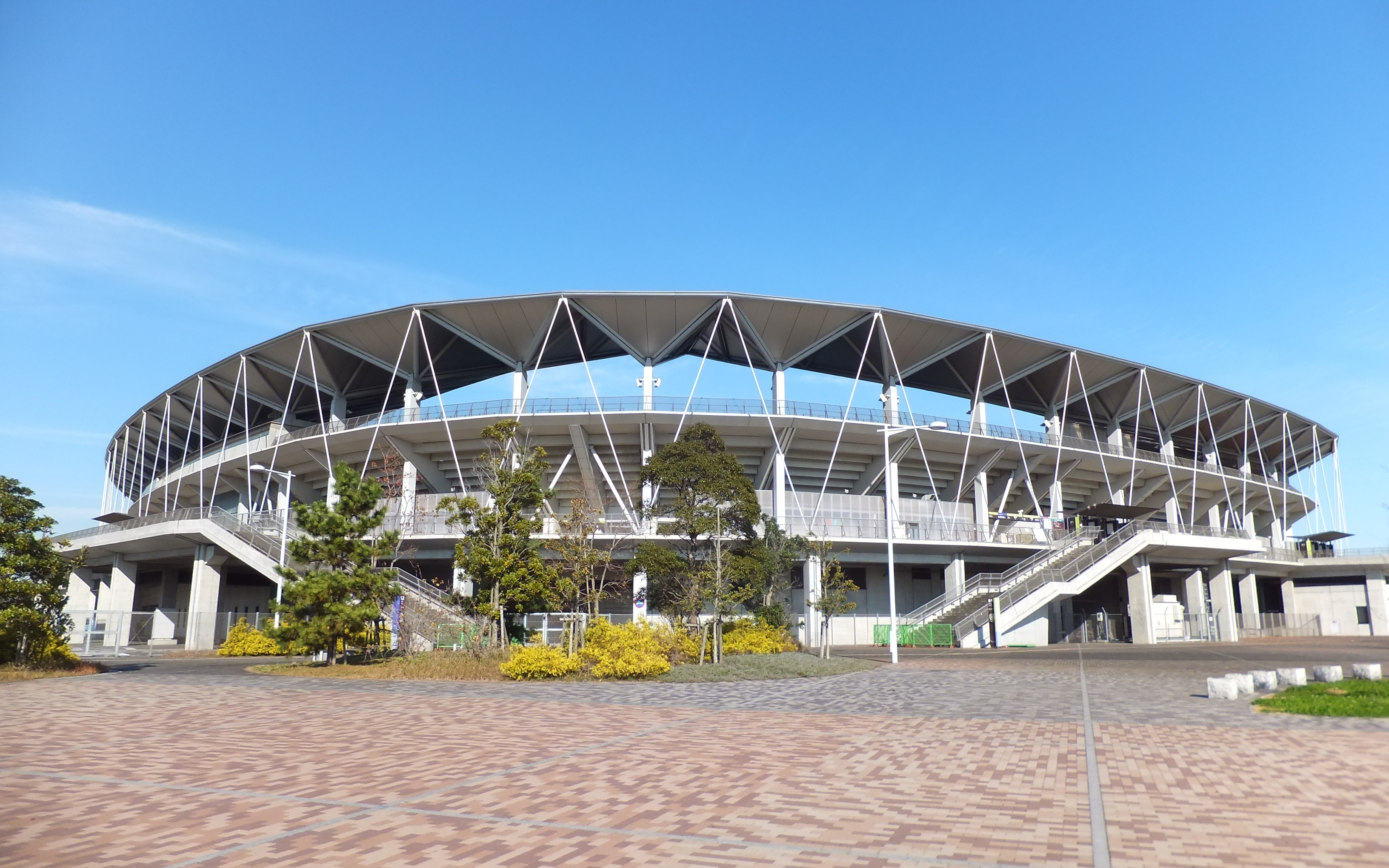
フクダ電子アリーナ

### グローボ
- GLOBO（グローボ）（北緯35度34分44.7秒 東経140度7分28.8秒 / 北緯35.579083度 東経140.124667度）
  - 2008年（平成20年）7月26日開業のスポーツ&バリューモールと2009年（平成20年）3月12日開業のケーズデンキがある[10]。

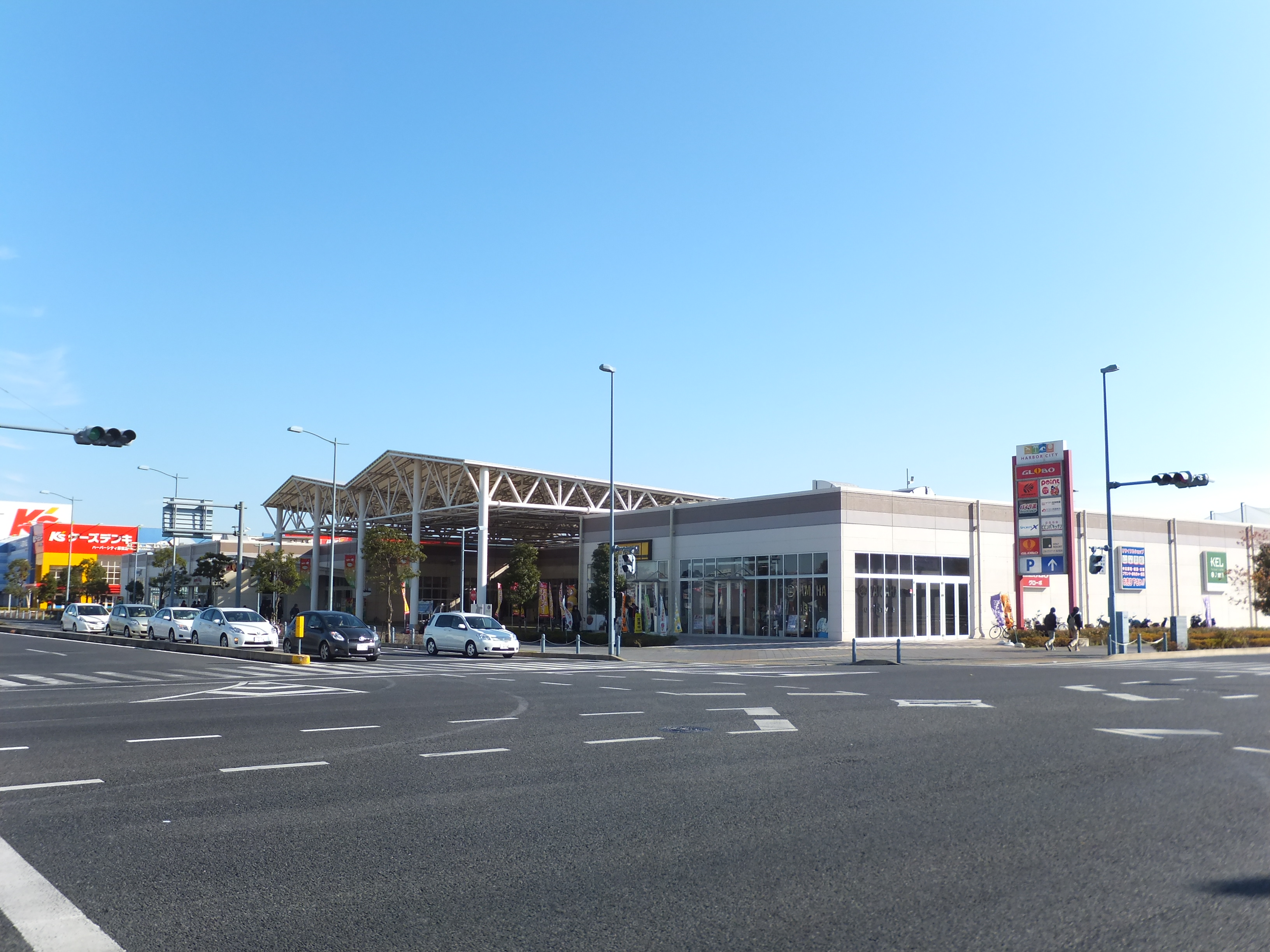
GLOBO

### ティップネス蘇我店
- ティップネス蘇我店（北緯35度35分33.4秒 東経140度7分10.7秒 / 北緯35.592611度 東経140.119639度） - 2008年（平成20年）1月4日開業[10]。

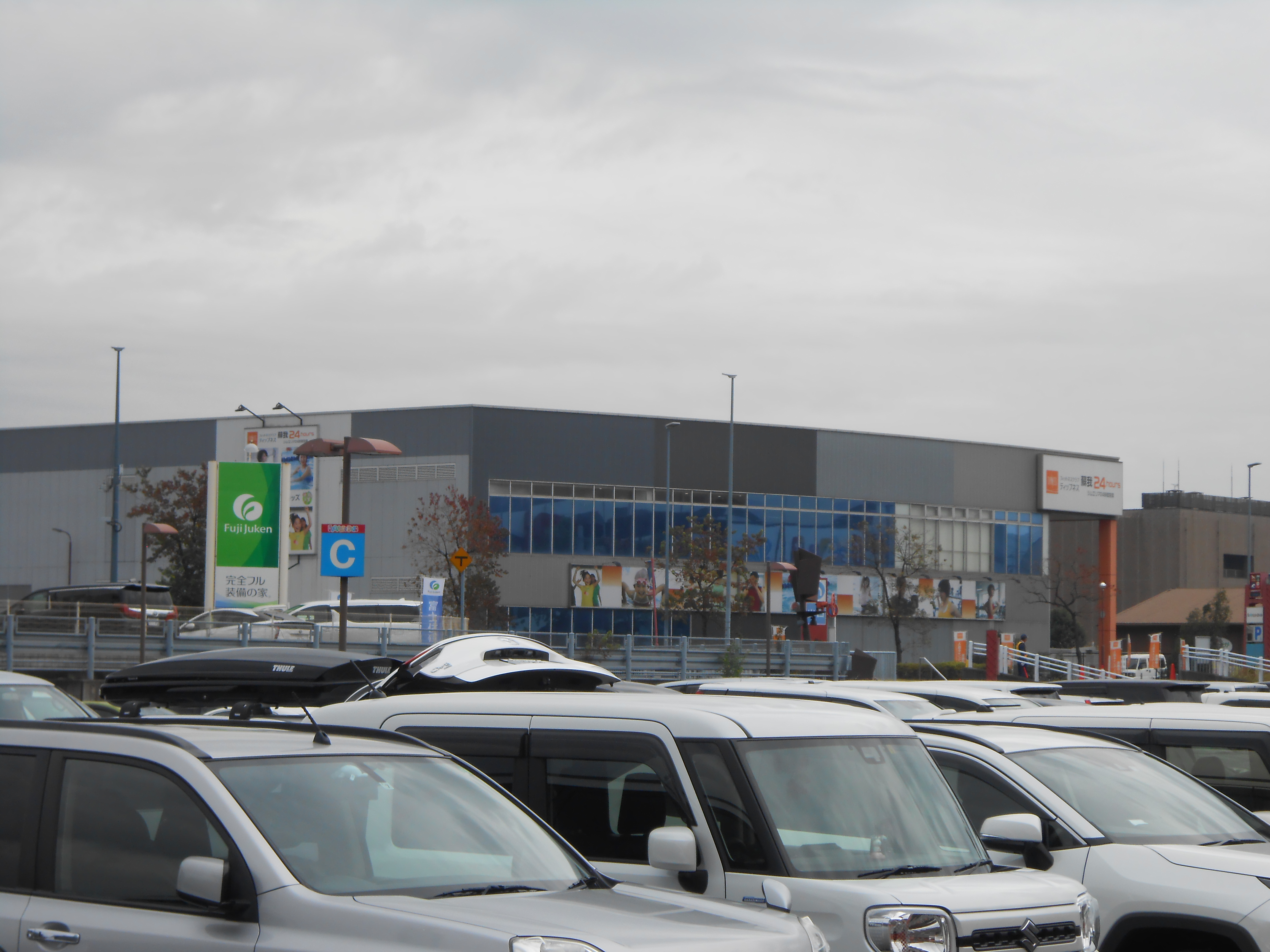
ティップネス蘇我店

### その他
- 花の駅そが（北緯35度35分31.4秒 東経140度7分11.6秒 / 北緯35.592056度 東経140.119889度） - 2007年（平成19年）5月26日開業[10]。JR京葉線寒川新駅（構想、正式名称未定）予定地の遊休地[11]。
- ゴルフリゾートSOGA（北緯35度34分33.3秒 東経140度7分37秒 / 北緯35.575917度 東経140.12694度） - 2011年（平成23年）2月11日開業[10]。
- ファッションスクエア蘇我 - 2015年（平成27年）4月16日に開業し、開業時点では紳士服店やカジュアル衣料品店などが出店[12]。
- ベイフロント蘇我 - 2017年（平成29年）10月20日開業。ユニクロ、セリア、びっくりドンキー、くら寿司等がある。

## アクセス
- 千葉駅東口4番バス乗り場から小湊鉄道の路線バス・ハーバーシティ蘇我行き。
- 蘇我駅から徒歩15分、または各施設を巡回する無料シャトルバスが発着している。
- 千葉みなと駅、千葉寺駅より - 小湊鉄道の無料送迎バス・アリオ蘇我行き。
- 駐車場は各施設ごとに設置されているが、ハーバーシティ内では共通で利用可能。

## 新駅の設置計画
ハーバーシティ近辺をJR京葉線が通過していることから、千葉市はフェスティバルウォーク蘇我付近に「寒川新駅」の設置を検討している。現在、新駅予定地には「花の駅そが」が設置されている。